# Elin Eriksson (företagare)
Elin Gustava Eriksson, född Lundqvist 9 juni 1868 i Toresunds församling i Södermanlands län, död 12 maj 1950 i Uddevalla, var en svensk företagare och affärsidkare. Hon grundade tillsammans med sin make Josef Theodor Eriksson ett slakteri och åkeri, och sålde kött på S:t Eriks torg i Uppsala.

## Biografi
Elin Erikssons far var frälsningssoldat i Uppsala. Den 27 februari 1889 kungjordes äktenskapslysning mellan Elin Lundqvist och blivande maken Josef Theodor Eriksson. Tillsammans startade de Stabbylunds åkeri i Uppsala. De grundade även ett slakteri vid Jumkilsgatan i Uppsala. Köttet som slaktades i slakteriet såldes bland annat i saluhallen i Uppsala och på S:t Eriks torg. Ansökan om att bedriva kötthandel lämnades in den 29 januari 1890. Efter att maken dog 24 mars 1910 drev Elin Eriksson verksamheten vidare själv, vilket blev en ekonomiskt framgångsrik rörelse. Försäljningen vid S:t Eriks torg fortsatte tills den förbjöds; efter det hade hon ett stånd i saluhallen fram till 1940.
Den 2 juni 1889 föddes dottern Helga Josefina Eleonora. Den 19 juli 1890 publicerades en dödsruna i tidningen Upsala över parets dotter Elsa Theodora Eleonora som gått bort två dagar tidigare, bara drygt en månad gammal.
Stövlarna Eriksson använde när hon sålde kött på torget finns på Upplandsmuseet.